# Colobostruma
Colobostruma is een geslacht van vliesvleugelige insecten van de familie Mieren (Formicidae).

## Soorten
- C. alinodis (Forel, 1913)
- C. australis Brown, 1959
- C. biconcava Shattuck, 2000
- C. biconvexa Shattuck, 2000
- C. bicorna Shattuck, 2000
- C. cerornata Brown, 1959
- C. elliotti (Clark, 1928)
- C. foliacea (Emery, 1897)
- C. froggatti (Forel, 1913)
- C. lacuna Shattuck, 2000
- C. leae (Wheeler, W.M., 1927)
- C. mellea Shattuck, 2000
- C. nancyae Brown, 1965
- C. papulata Brown, 1965
- C. sisypha Shattuck, 2000
- C. unicorna Shattuck, 2000